# Asteropsis megapotamica
 Asteropsis megapotamica (Spreng.) Marchesi, Bonif. & G.Sancho, 2009 è una specie di piante angiosperme dicotiledoni della famiglia delle Asteraceae, sottofamiglia Asteroideae,  tribù Astereae (Baccharis lineage) e sottotribù Baccharidinae.  Asteropsis megapotamica è anche l'unica specie del genere  Asteropsis Less., 1832 .

## Etimologia
Il nome scientifico della specie è stato definito dai botanici Curt Polycarp Joachim Sprengel (1766-1833), Eduardo Marchesi (1943-), José Mauricio Bonifacino e Gisela Sancho nella pubblicazione "Brittonia; a Series of Botanical Papers. New York, NY " (Brittonia 61(1): 3 ) del 2009. Il nome scientifico del genere è stato definito dal botanico Christian Friedrich Lessing (1809-1862) nella pubblicazione "Synopsis Generum Compositarum Earumque Dispositionis Novae Tentamen Monographiis Multarum Capensium Interjectis... Berolini [Berlin]" (Syn. Gen. Compos. 188) del 1832.

## Descrizione
Portamento. La specie di questa voce ha un habitus di tipo erbaceo perenne. Queste piante sono emicriptofite (durante l'inverno le parti aeree seccano e sopravvivono tramite gemme perennanti).
Fusto. La parte aerea è eretta, semplice o poco ramosa. Altezza media: 30 - 45 cm.
Foglie. Le foglie sono disposte in modo alternato e sessile. La lamina è intera con forme da strettamente ellittiche a strettamente obovate; gli apici sono subacuti; la base è attenuata. La superficie è ricoperta da ghiandole e peli lanosi. Dimensione delle foglie: larghezza 1 - 3 nn; lunghezza 15 - 35 mm. 
Infiorescenza. Le sinflorescenze sono composte da capolini solitari (o due - tre). Le infiorescenze vere e proprie sono composte da un capolino terminale sessile normalmente di tipo radiato eterogamo. I capolini sono formati da un involucro, con forme da emisferiche a globose, composto da diverse brattee, al cui interno un ricettacolo fa da base ai fiori di due tipi: fiori del raggio e fiori del disco. Le brattee, non carenate, villose o ghiandolose su entrambe le facce e a consistenza erbacea, sono disposte in modo più o meno embricato su 5 - 6 serie. Il ricettacolo in genere è nudo ossia senza pagliette a protezione della base dei fiori; la forma è piatta o da convessa a conica.
Fiori.  I fiori sono tetra-ciclici (formati cioè da 4 verticilli: calice – corolla – androceo – gineceo) e pentameri (calice e corolla formati da 5 elementi). Si distinguono in:
- fiori del raggio (esterni): da 100 a 150 per capolino, sono femminili e sono disposti su 3 - 4 serie; sono ligulati (zigomorfi);
- fiori del disco (centrali): sono più numerosi (oltre 150) con forme tubulose (attinomorfe); sono ermafroditi o funzionalmente maschili.

- Formula fiorale:

*/x K {\displaystyle \infty }, [C (5), A (5)], G 2 (infero), achenio
- Calice: i sepali del calice sono ridotti ad una coroncina di squame.

- Corolla:

- fiori del raggio: la forma della corolla alla base è tubulosa, mentre all'apice è lungamente ligulata; il colore è bianco;
- fiori del disco: la forma è tubulare divaricata in 5 lobi; i lobi, patenti o eretti, hanno una forma deltata o più o meno lanceolata; il colore normalmente è giallo.

- Androceo: l'androceo è formato da 5 stami sorretti da filamenti generalmente liberi; gli stami sono connati e formano un manicotto circondante lo stilo; le teche (produttrici del polline) alla base sono leggermente sagittate; le appendici apicali delle antere hanno delle forme ovate; il tessuto endoteciale (rivestimento interno dell'antera) è quasi sempre polarizzato (con due superfici distinte: una verso l'esterno e una verso l'interno). Il polline è sferico con un diametro medio di circa 25 micron;  è tricolporato (con tre aperture sia di tipo a fessura che tipo isodiametrica o poro) ed è echinato (con punte sporgenti).[10][13]

- Gineceo: l'ovario è infero uniloculare formato da 2 carpelli.[6] Lo stilo (il recettore del polline) è profondamente bifido (con due stigmi divergenti) e con le linee stigmatiche marginali separate.[14] I due bracci dello stilo hanno una forma lineare e possono essere papillosi o ricoperti da ciuffi di peli.

Frutti. I frutti sono degli acheni con pappo:
- achenio: è piccolo e di colore marrone chiaro; la forma è piatta con 2 coste (o nervi) longitudinali gradualmente attenuata verso l'apice;
- pappo: è composto da setole scabre disposte su una o due serie (in alcuni casi le setole più esterne sono più corte).

## Biologia
Impollinazione: tramite insetti (impollinazione entomogama tramite farfalle diurne e notturne).

Riproduzione: la fecondazione avviene fondamentalmente tramite l'impollinazione dei fiori.

Dispersione: i semi cadono a terra e vengono dispersi soprattutto da insetti come formiche (disseminazione mirmecoria). Un altro tipo di dispersione è zoocoria: gli uncini delle brattee dell'involucro (se presenti) si agganciano ai peli degli animali di passaggio che portano così i semi anche su lunghe distanze. Inoltre per merito del pappo il vento può trasportare i semi anche per alcuni chilometri (disseminazione anemocora).

## Distribuzione e habitat
La specie di questa voce è distribuita in America del Sud.

## Sistematica
La famiglia di appartenenza di questa voce (Asteraceae o Compositae, nomen conservandum) probabilmente originaria del Sud America, è la più numerosa del mondo vegetale, comprende oltre 23.000 specie distribuite su 1.535 generi, oppure 22.750 specie e 1.530 generi secondo altre fonti (una delle checklist più aggiornata elenca fino a 1.679 generi). La famiglia attualmente (2021) è divisa in 16 sottofamiglie; la sottofamiglia Asteroideae è una di queste e rappresenta l'evoluzione più recente di tutta la famiglia.

### Filogenesi
La tribù Astereae (una delle 21 tribù della sottofamiglia Asteroideae) comprende circa 40 sottotribù. In base alle ultime ricerche nella tribù sono stati individuati (provvisoriamente) 5 principali lignaggi:
- Basal grade: include alcuni generi isolati, il gruppo "South American-Oceania",  alcune sottotribù africane e il gruppo dei generi legnosi del Madagascar.
- Bellis lineage: comprende le sottotribù eurasiatiche e una sottotribù africana.
- Aster lineage: include i generi asiatici di Asterinae e i principali gruppi dell'Australia e dell'Oceania.
- Baccharis lineage: include alcuni gruppi sudamericani.
- North American lineage: include la vasta gamma di sottotribù del Nordamerica, Messico e alcuni gruppi distribuiti nel Sudamerica.

Il genere  Asteropsis (insieme alla sottotribù Baccharidinae) è incluso nel lignaggio "Baccharis lineage" relativo agli areali del Sud America. La sottotribù Baccharidinae è divisa in 9 gruppi. Il genere di questa voce è incluso nel " Podocoma group". Alcune checklist considerano la specie di questa voce sinonimo di Stenachaenium megapotamicum  (Spreng.) Baker.; mentre il genere un sinonimo di Podocoma Cass..
I caratteri distintivi della specie  Asteropsis megapotamica sono:
- le piante sono poco ramose (o solamente alla base);
- le foglie hanno forme da lineari a strettamente ellittiche o obovate con margini interi;
- i fiori del raggio sono disposti su 3 - 4 serie con stretti lembi ampi 1 mm;
- gli acheni sono gradualmente attenuati all'apice.